# نقاط بو
نقاط بو هو نظام يستخدم للتنبؤ باحتمالية الوفاة بسبب الحروق الشديدة. تعتبر تلك النقاط مؤشرًا يأخذ في الاعتبار العلاقة الارتباطية والسببية بين الوفيات والعوامل المسببة لها بما في ذلك التقدم في السن، وحجم الحروق، وجود إصابة عن طريق الاستنشاق. وقد أظهرت الدراسات أن درجة نقاط بوكس ترتبط ارتباطًا وثيقًا مع طول البقاء في المستشفى بسبب الحروق والنتيجة النهائية للحرق وعلاجه.

## الطرق

### الطريقة الأصلية
اعتمدت الطريقة الأصلية لنقاط بو على اثنين من العوامل، الأول هو مجموع مساحة سطح الجسم المتضررة من الحرق (والتي عادةَ ما تقدر باستخدام قاعدة التسعات لوالاس، أو باستخدام مخطط لوند وبرودر البياني) والثاني هو عمر المريض .
ويُعبر عن النتيجة على النحو التالي:
نقاط بو= (مساحة سطح الجسم المتضررة من الحرق) + (عمر المريض)
تعتبر تلك النتيجة مؤشر لشدة الحروق، وفي حالة تجاوز النتيجة 140 تعتبر الحالة غير قابلة لللإنقاذ، اعتمادًا على موارد العلاج المتاحة.

### الطريقة المُعدلة
أظهرت البحوث أن الطريقة الأصلية أصبحت متعسفة جدًا في التنبؤ لنتيجة تحسن الحروق، خصوصًا مع التحسينات الهائلة في موارد وطرق الرعاية الطبية. أدى ذلك إلى نشر طريقة معدلة أخذت في الاعتبار تأثير الإصابة عن طريق الاستنشاق. وقد وجد أن إصابة الاستنشاق أدت إلى زيادة حوالي 17 في درجة بوكس، ويعني هذه الإضافة أن المريض المصاب بإصابة استنشاق سيحصل على نقاط محسوبة حسب منطقة الجسم المتأثرة + عمر المريض + 17. [1] وقد أظهر التحليل الأخير للوفيات في وحدات الحروق في جميع أنحاء العالم أنه بالنسبة للوحدات ذات الأداء الجيد، فإن LD50 (النقطة التي يتوقع أن يموت فيها 50%من المرضى) قد تحسنت بشكل ملحوظ بالنسبة للحروق الكبرى، إذ حصلت أفضل الوحدات على ما يتراوح بين 130- 140 نقطة باستخدام الطريقة المُعدّلة. وهذا يعني أن جميع الحروق في الأطفال (باستثناء الحروق الشاملة لمساحة الجسم بالكامل بنسبة 100%) يجب اعتبارها إصابات قابلة للشفاء والبدء في معالجتها بنشاط.

## الفعالية
أظهرت الدراسات أن تلك الطريقة فعالة في قياس شدة إصابات الحروق، وفي التنبؤ التكهُّني للمريض. كما أثبتت أن الطريقة المعدلة، والتي تشمل الإصابات المستنشقة، أكثر دقة من الطريقة الأصلية، وهي واحدة من الطرق الأكثر تعقيدًا باستخدام الحواسب المتقدمة.
كما تبين أن نقاط بو فعالة في التنبؤ بتحسن المرضى في87٪ من الحالات التي تتراوح أعمارها بين 60 وما فوق.